# The Curse of El Charro
Pour plus de détails, voir Fiche technique et Distribution.
The Curse of El Charro est un film d'horreur américain réalisé par Rich Ragsdale, sorti en 2005.

## Synopsis
En Californie, Maria a des cauchemars terribles avec la vision du suicide de sa sœur commis il y a un an. 
Sa colocataire Chris l'invite à voyager avec elle et ses amies Tanya et Rose en vacances à la maison de son oncle en Arizona, pour se détendre. 
Lorsque les filles arrivent à la maison, elles se rendent dès le premier soir à une boîte de nuit. 

## Fiche technique
- Titre : The Curse of El Charro / Bloodline: The Legend of El Charro
- Réalisation : Rich Ragsdale
- Scénario : Ryan R. Johnson
- Musique :
- Producteur :
- Production : Pretty Dangerous Films
- Distribution :
- Pays d'origine :  États-Unis
- Langue d'origine : anglais américain
- Lieux de tournage : Arizona, États-Unis
- Genre : Horreur
- Durée : 90 minutes
- Sortie :
  -  Russie :
    - 7 mars 2005 (sortie DVD)
    - 7 mai 2005 (sortie télé)

  -  États-Unis :
    - 3 avril 2005 (Fearless Tales Genre Festival)
    - 15 avril 2005 (Nashville Film Festival)
    - 10 octobre 2006 (sortie DVD)

  -  Italie : 7 juillet 2005 (sortie DVD)
  -  Finlande : 20 juillet 2005 (sortie DVD)
  -  Allemagne : 17 octobre 2005 (sortie DVD)
  -  Hongrie : 18 septembre 2007 (sortie DVD)

## Distribution
- Andrew Bryniarski : El Charro
- Danny Trejo : El Charro (voix)
- Drew Mia : Maria (créditée comme Andrew Mia)
- Heidi Androl : Christina
- Kathryn Taylor : Tanya
- KellyDawn Malloy : Rosemary
- Philip Boyd : James
- Matthew Prater : le Roi (crédité comme Matt Prater)
- Tabitha Stevens : Elvira
- Liliana Signorelli : Homeless Woman
- Lyndsay Martin : Brittany
- Michela Fruet : la messagère
- Victoria Vanegas : la sœur de Maria
- Lemmy Kilmister : le prêtre (crédité comme Lemmy Kilmeister)
- James Intveld : l'Archange Michael

## Autour du film
Bien que ce soit un film d'horreur, le film contient une scène érotique saphique entre Tabitha Stevens et KellyDawn Malloy.